# Les Islettes
Les Islettes é uma comuna francesa na região administrativa do Grande Leste, no departamento de Meuse. Estende-se por uma área de 5.55 km², e possui 731 habitantes, segundo o censo de 2018, com uma densidade de 130 hab/km².